# Víctor Lacalle Seminario
Víctor Lacalle Seminario (Cirauqui, Navarra, 1889 - Caracas, ¿?) fue un militar español que luchó en la guerra civil española a favor de la República.

## Biografía
Nacido en 1889, fue hijo de Tirso Lacalle Yábar, El Cojo de Cirauqui, jefe de una partida guerrillera liberal en la tercera guerra carlista, y de Cándida Seminario, ambos nacidos en Cirauqui. 
Fue militar de carrera del Arma de Ingenieros. Por otra parte, su hermano, José Daniel Lacalle, estuvo al frente del Ministerio del Aire en un gobierno de Franco.
Durante la República llegó a ser miembro de la Unión Militar Republicana Antifascista (UMRA).

### Guerra civil
Al estallar la sublevación era teniente coronel del cuerpo de Inválidos (debido a que le faltaban varios dedos de una mano), procedente de Ingenieros, y está destinado en Madrid.
El 19 de julio el Ministerio de la Guerra le entrega 1000 fusiles con los que organiza el 2.º batallón de voluntarios, compuesto por anarquistas, con el que participa en el asalto al Cuartel de la Montaña. En agosto de 1936 se dirige con su batallón al sector comprendido entre Somosierra y la carretera Madrid-Zaragoza, teniendo su puesto de mando en El
Cardoso de la Sierra, cubriendo así el frente norte de Guadalajara. En otoño de 1936 también tuvo su puesto de mando en Bustares, curiosamente  acompañado  por  uno  de  sus  hijos adolescente. En enero de 1937 participa en una fallida ofensiva sobre Sigüenza, sustituyendo días después a Jiménez Orge en el mando de todas las tropas del frente de Guadalajara. 
Hacia febrero de 1937 pasó a mandar la recién creada 12.ª División, que englobaba todas las tropas que defendían el sector de Guadalajara. Al iniciarse la ofensiva italiana sobre Guadalajara (8 de marzo), y ya ascendido a coronel, su 12.ª División es la única que se opone a los italianos. La llegada de refuerzos republicanos importantes al sector, hace que Lacalle pierda la confianza de Miaja, que crea el IV Cuerpo de Ejército y se lo entrega a Jurado, y no a él. Lacalle, ofendido por continuar siendo solo jefe de la 12.ª División, se retira del mando pretextando enfermedad, siendo sustituido el 13 de marzo por Nino Nanetti.
El 25 de marzo de 1937 pasa a mandar la Agrupación autónoma de Cuenca, y a mediados de abril participa en el segundo ataque sobre Teruel, en el sector de Albarracín, sin mucho éxito. También mandó la 42.ª División. Cuando en junio de 1937 se forma el XIII Cuerpo de Ejército, pierde el mando de su unidad, quedando en situación de disponible. Estuvo luego en cargos administrativos y sin importancia, como jefe del centro de recuperación de San Mateo (Castellón).